# Porcius Licinus
Porcius Licinus, ou moins probablement Porcius Licinius, est un poète latin du IIe et du Ier siècle av. J.-C.

## Biographie
Il n'existe sur lui aucune information biographique précise. Son nom est associé à celui de Lutatius Catulus et de Valerius Aedituus par Aulu-Gelle et Apulée. Aulu-Gelle le nomme Porcius Licinus ; il est question chez Cicéron d'un Licinius, qualifié d'homme cultivé, qui faisait partie de l'entourage de Catulus et qui était un ancien esclave et secrétaire de Caius Gracchus, mais rien n'assure qu'il s'agisse de lui. De ses écrits émerge une certaine aversion envers les optimates.
Sa production poétique consiste essentiellement en une histoire originale de la poésie de langue latine en septénaires trochaïques, dont il ne reste que sept fragments, certains très brefs, pour un total de 23 vers.
Un de ces fragments, rapporté par Aulu-Gelle nous apprend que selon lui l'activité poétique à Rome aurait débuté au cours de la deuxième guerre punique:
| « Punico bello secundo Musa pinnato gradu intulit se bellicosam in Romuli gentem feram. » | « Pendant la deuxième guerre punique, la muse aux pieds ailés descendit dans l'altière et belliqueuse cité de Romulus. » |

Néanmoins le plus significatif est le fragment 7 Courtney, qui nous est également rapporté par Aulu-Gelle :
| « Custodes ovium tenerae propaginis, agnum, quaeritis ignem? ite huc. Quaeritis? ignis homost. Si digito attigero, incendam silvam simul omnem, omne pecus, flammast omnia qua video. » | « Gardiens de la tendre progéniture des moutons, les agneaux, vous cherchez le feu? Venez ici. Vous le cherchez? Le feu c'est moi Si je la toucherai d'un doigt, j'enflammerai tout le bois, chaque animal, tout est flamme partout où je regarde. » — fr. 7 Courtney. |

Mis à part certaines particularités stylistiques qui ont créé de nombreux problèmes aux philologues dans la reconstruction du texte, le fragment est particulièrement intéressant par son contenu : le topos littéraire (ou lieu commun) de la flamme en tant qu'expression de l'amour du poète n'est pas original et son usage s'est propagé jusqu'à aujourd'hui. La différence par rapport à ses prédécesseurs provient de l'introduction du motif pastoral dans le domaine de l'épigramme. En effet, auparavant l'introduction de ce topos dans un environnement agreste concernait essentiellement la poésie bucolique comme celle de Théocrite ou de Moschos, tandis que la localisation scénographique des épigrammes restait elle essentiellement citadine. [pas clair]